# Sant Martí de Sobremunt
Sant Martí de Sobremunt és una església obra de Sobremunt (Lluçanès) inclosa a l'Inventari del Patrimoni Arquitectònic de Catalunya.

## Descripció
És un edifici religiós orientat a ponent amb teulada de dues vessants. L' envolten un grupet de cases formant el nucli rural de Sobremunt. La part davantera, està formada per un campanar de planta quadrangular de tres sostres i cobert de teules. A la part superior, s'hi observen quatre obertures semi- circulars, on es troben les campanes. A sota, el portal d' entrada, amb una llinda de pedra treballada datada de l'any 1890. Les cantoneres són de pedra i té adossada una capella al cantó dret, rematada amb un petit absis. Al cantó esquerra, un gran pati dona accés a la rectoria. Aquesta, amb teulades de dues vessants es troba orientada al sud.

## Història
L' església de Sant Martí de Sobremunt, al sector més septentrional del terme, existia ja al 1094; fou totalment transformada el 1620, bé que aprofitant una bona part dels murs romànics.
El 1760 fou ampliada i decorada amb elements barrocs, i el 1890 li fou afegida una espaiosa capella del Santíssim.